# Avenue Émile-Laurent
L'avenue Émile-Laurent est une voie située dans le quartier du Bel-Air du 12e arrondissement de Paris.

## Situation et accès
L'avenue Émile-Laurent, d'une longueur de 280 mètres, débute boulevard Soult et se termine au no 40, boulevard Carnot.
Elle est accessible par la ligne 3a du tramway aux arrêts Alexandra David-Néel et Montempoivre, ainsi que par la ligne de métro 1 à la station Porte de Vincennes.

## Origine du nom
La voie rend hommage au préfet de Paris Émile Marie Laurent (1852-1930).

## Historique
La section comprise entre le boulevard Soult et l'avenue Maurice-Ravel est ouverte en 1932 sur l'emplacement de la poterne de Montempoivre de l'enceinte de Thiers et prend immédiatement son nom actuel. La partie comprise entre l'avenue Maurice-Ravel et le boulevard Carnot correspond à une ancienne section de la rue de Montempoivre.
Elle est créée, comme les rues voisines, pour donner accès aux immeubles HBM construits par la mairie de Paris dans les années 1920 pour répondre à l'expansion démographique de la ville.
Elle recouvre, en partie, le ru de Montreuil.

## Bâtiments remarquables et lieux de mémoire
- Les squares Émile-Cohl et Georges-Méliès.
- Accès à la Promenade plantée en son extrémité orientale.
- Elle longe la piscine Roger-Le-Gall (ou piscine Carnot) avec son toit bâché ouvrant et le Centre international de séjour de Paris (site Maurice-Ravel).

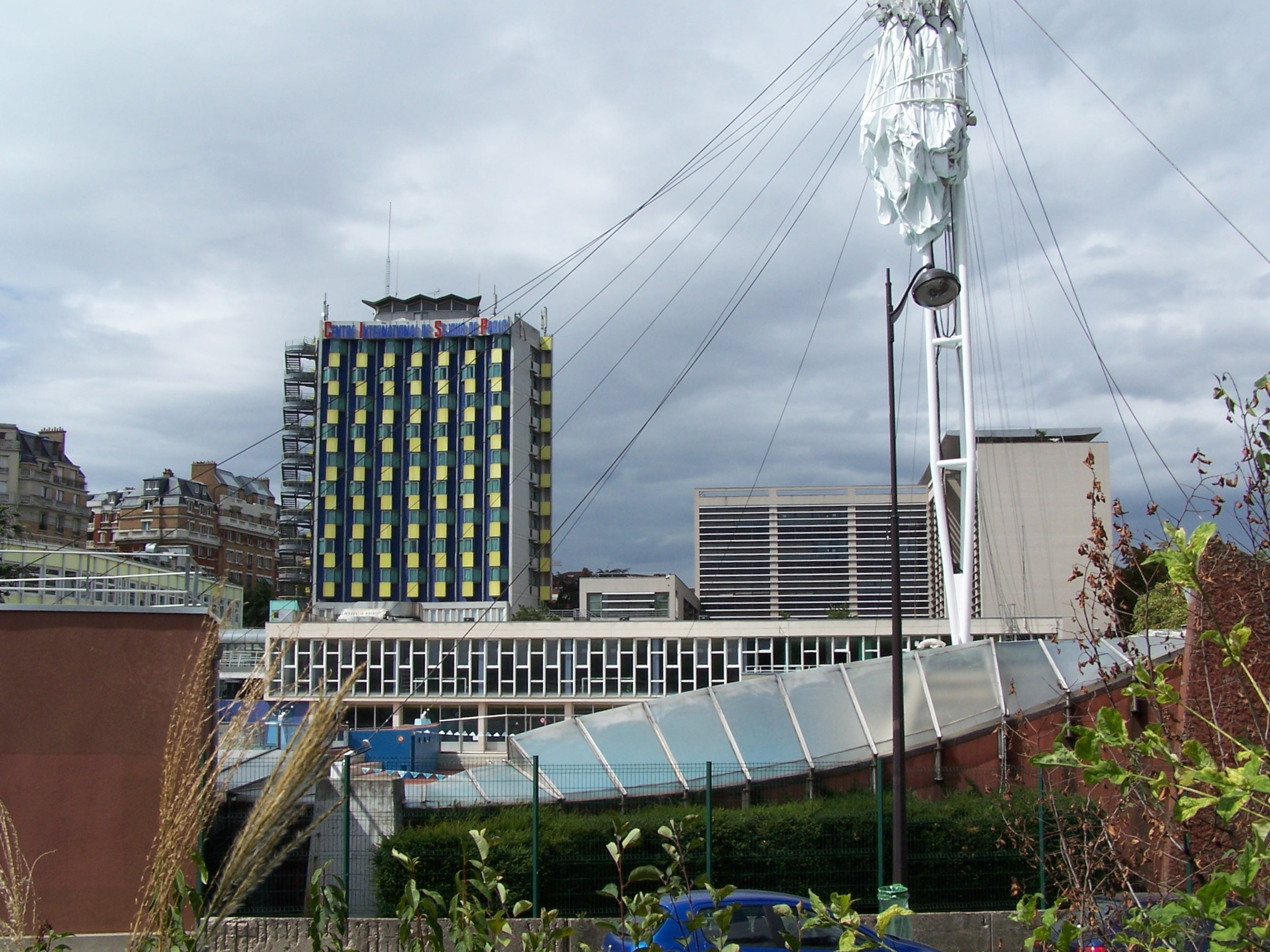
Vue du complexe du CISP Ravel et de la piscine Carnot.